# Psychotria ituriensis
Psychotria ituriensis là một loài thực vật có hoa trong họ Thiến thảo. Loài này được De Wild. ex E.Petit miêu tả khoa học đầu tiên năm 1964.